# Charlie is My Darling (chanson)

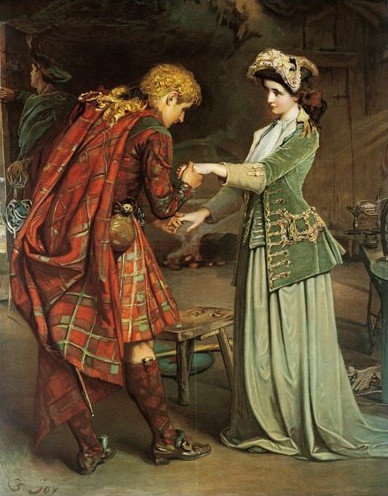
Les adieux de Flora MacDonald et de Bonnie Prince Charlie, par George William Joy (1844-1925)

Charlie Is My Darling (C'est Charlie que je préfère) est le titre d'au moins trois chansons traditionnelles écossaises en l'honneur du prince Charles Stuart, le Jeune Prétendant.

## Historique
Une des trois versions est attribuée tantôt au poète et romancier James Hogg (1770-1835), tantôt à Carolina Nairne (1766-1845) qui collecta des airs populaires mais en écrivit aussi. Une seconde est attribuée à un officier écossais des Royal Marines, Charles Gray (en) (1782-1851). Mais la version la plus connue est celle du poète Robert Burns (1759-1796), parue en 1794 dans The Scot Musical Museum (N° 428) et qui est un peu plus allègre que les précédentes, dont le fond et le ton sont nettement martiaux et patriotiques.
Le Charlie de la chanson est le prince Charles  Édouard Stuart, dernier prétendant Stuart au trône d'Angleterre, surnommé Bonnie (beau en écossais) Prince Charlie, dont les troupes furent massacrées à la bataille de Culloden (16 avril 1746) et qui mourut en exil.
Dans la version de Burns, le poème évoque Charlie, le jeune Chevalier, arrivé en ville un lundi matin, vêtu du costume traditionnel des Highlands, et qui « savait bien comment plaire aux filles de chez nous ».
Cette version est probablement la forme réduite d'une longue chanson populaire jacobite composée vers 1745, au moment où les partisans des Stuart espéraient encore que le Jeune Prétendant pourrait reconquérir le trône.
Comme dans un certain nombre de chants populaires d'opposants à un régime politique, le point de vue est féminin. Le roi absent est présenté comme un amant attendu et le désir féminin qui s'exprime sans ambiguïté est la transposition et le masque de la transgression politique.
Les deux autres versions sont ouvertement politiques et appellent à se battre. Les belles chantent : « Notre roi doit son bien recouvrer », et  les « hommes au bonnet bleu ont quitté les leurs et leurs terres pour se battre pour leur seigneur, le Jeune Chevalier ».

## Notoriété
Les diverses versions de ce chant sont reprises par des chanteurs contemporains.
La chanteuse écossaise Eddi Reader a enregistré la version de Robert Burns dans un CD consacré à ses chansons.
Cette chanson a été parodiée sur la station de radio BBC Scotland par le groupe comique d'Aberdeen, The Flying Pigs dans leur émission radiophonique Desesperate Fishwives. Le titre a été inversé en Darling is a Charlie, allusions aux problèmes et aux déboires d'Alistair Darling, Chancelier de l'Échiquier de Gordon Brown de 2007 à 2010.